# Chiese di Prato

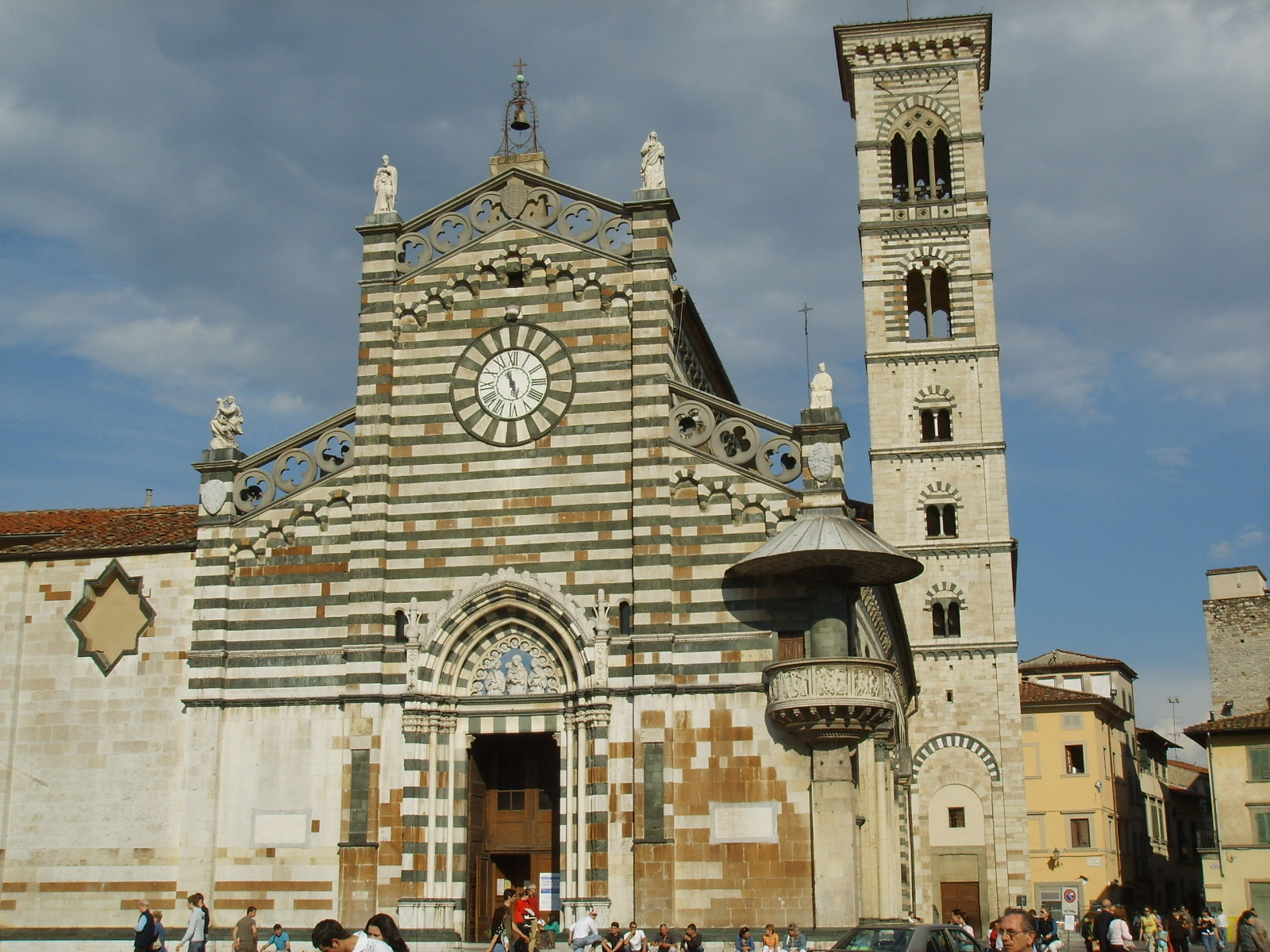
La Cattedrale di Prato

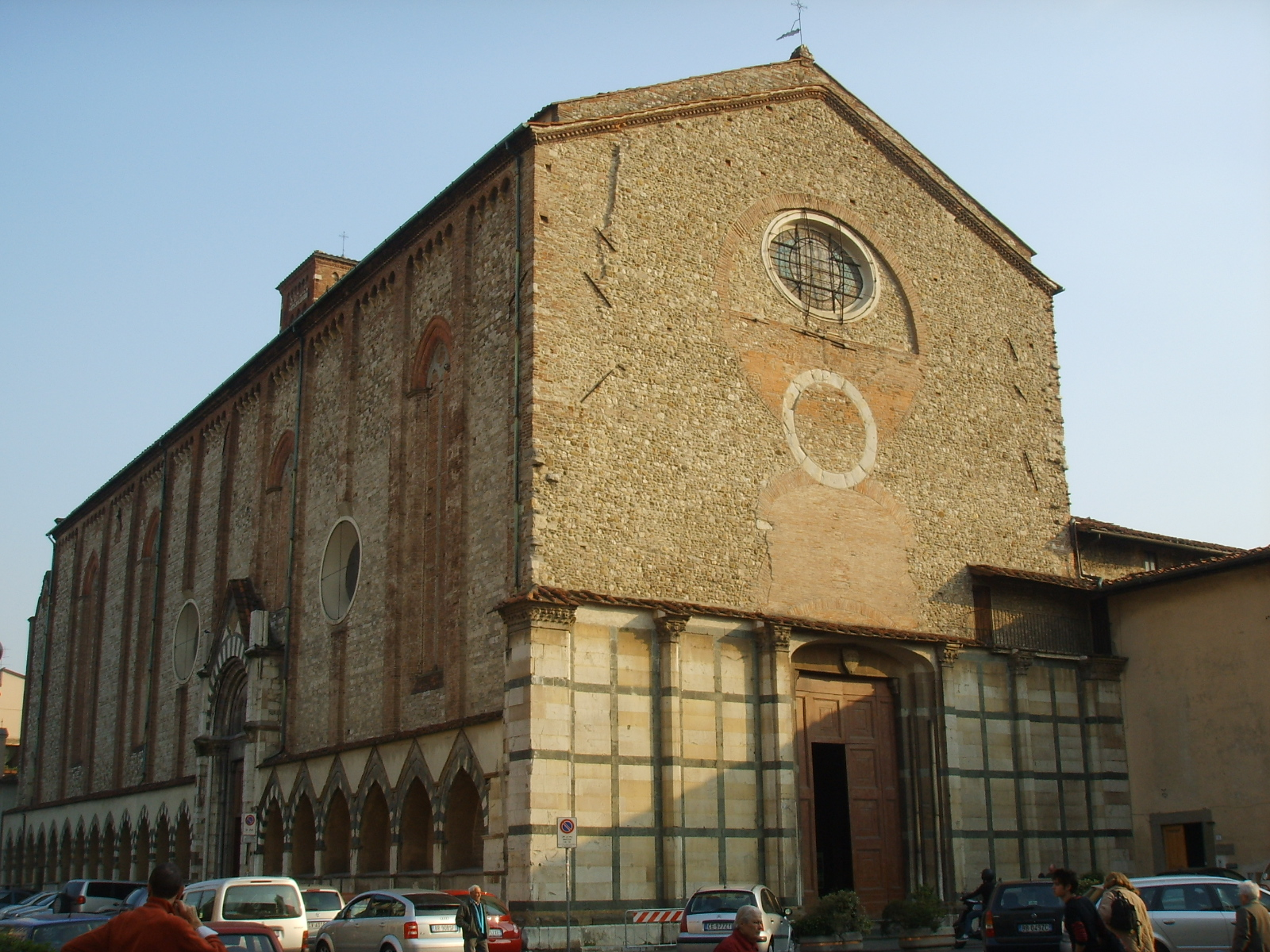
San Domenico

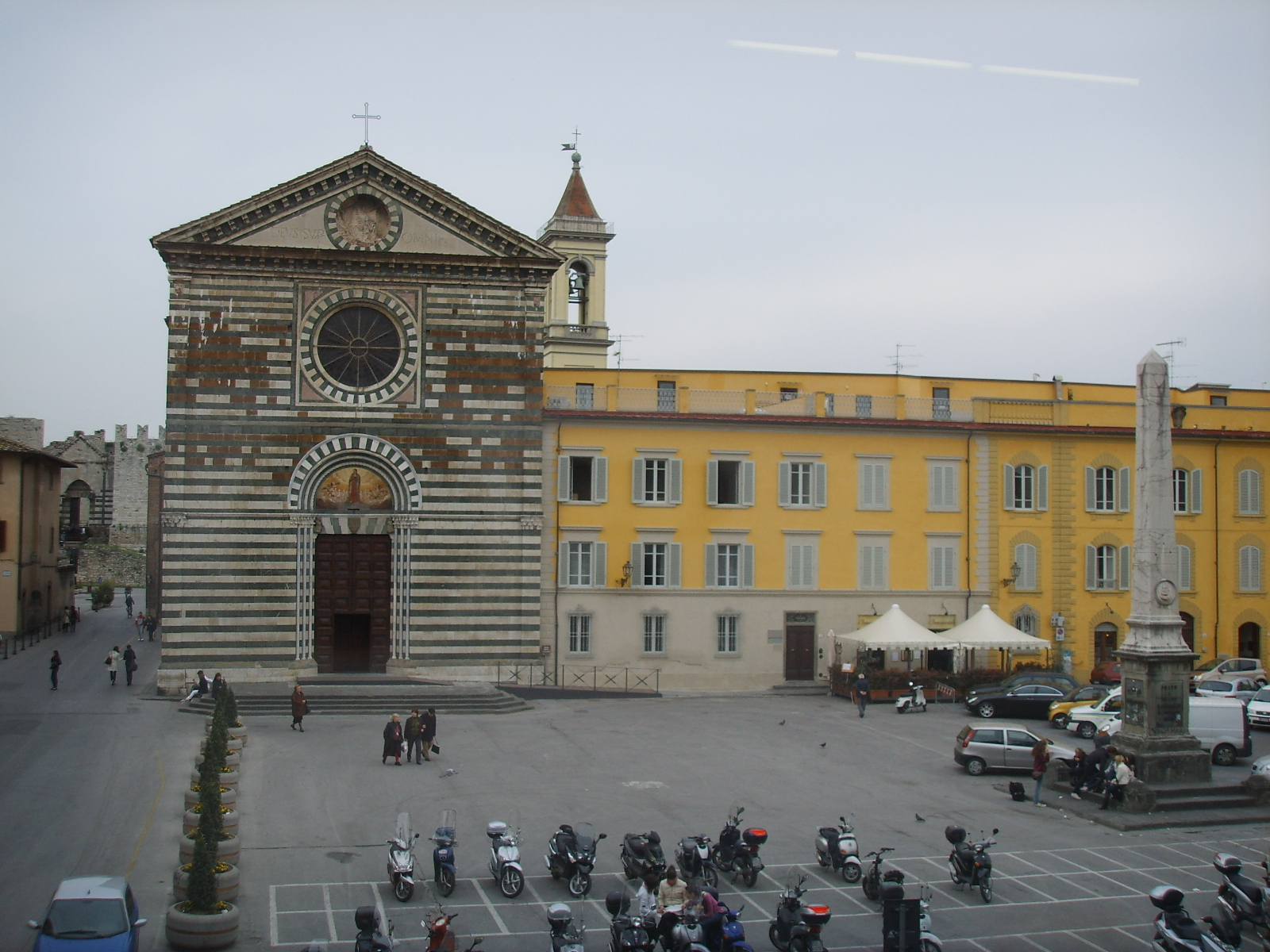
San Francesco

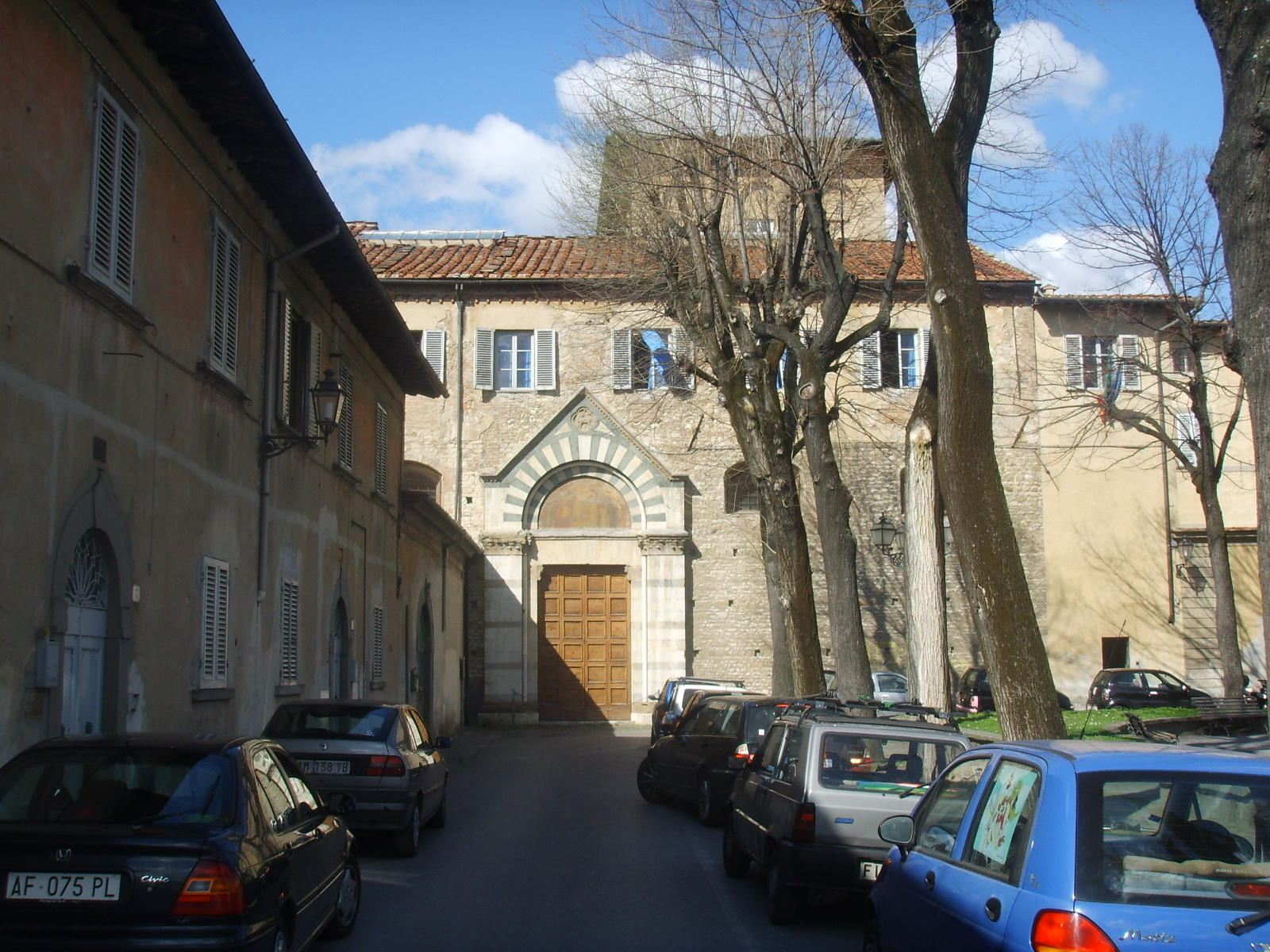
San Niccolò

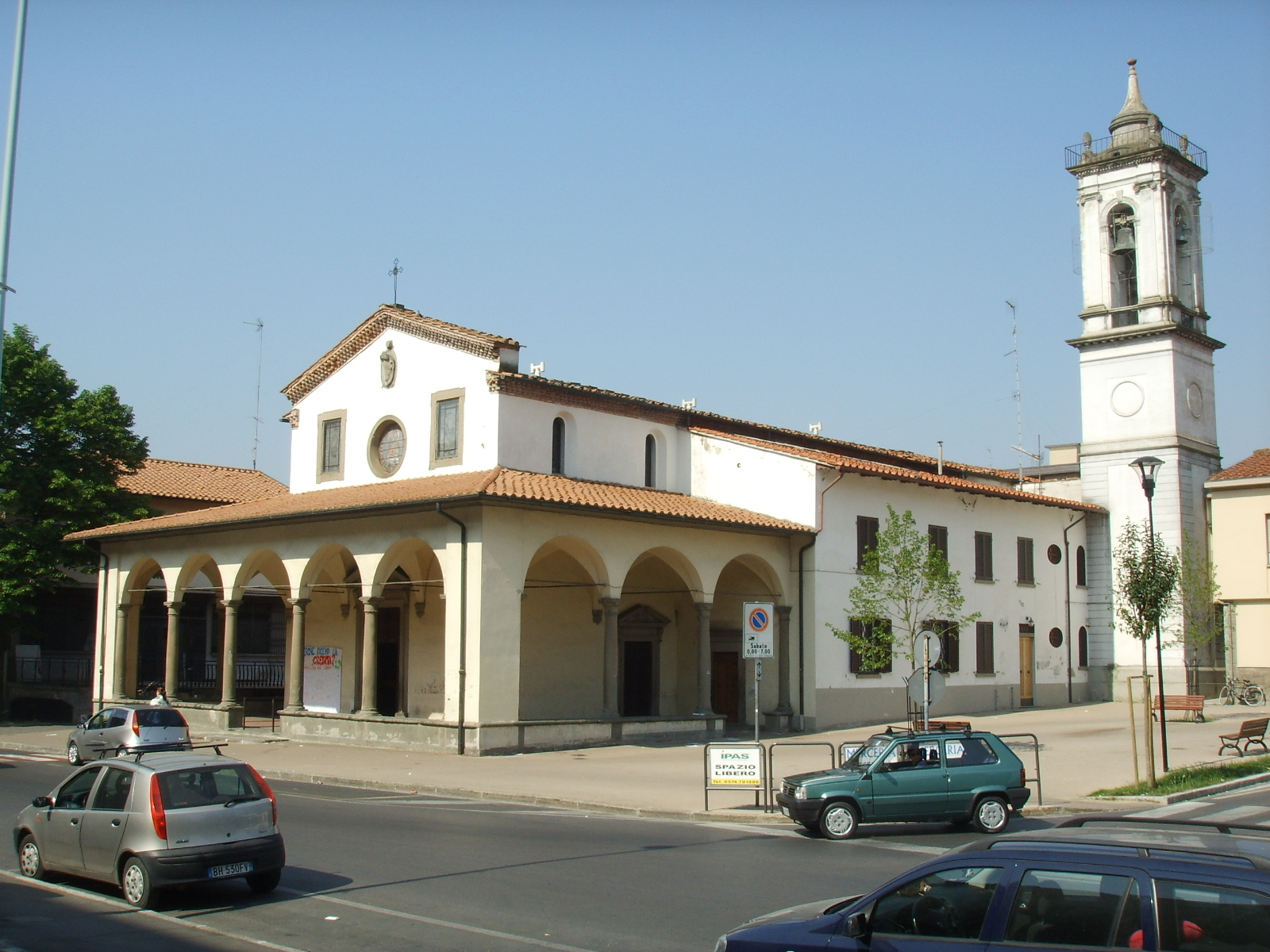
Santa Maria del Soccorso

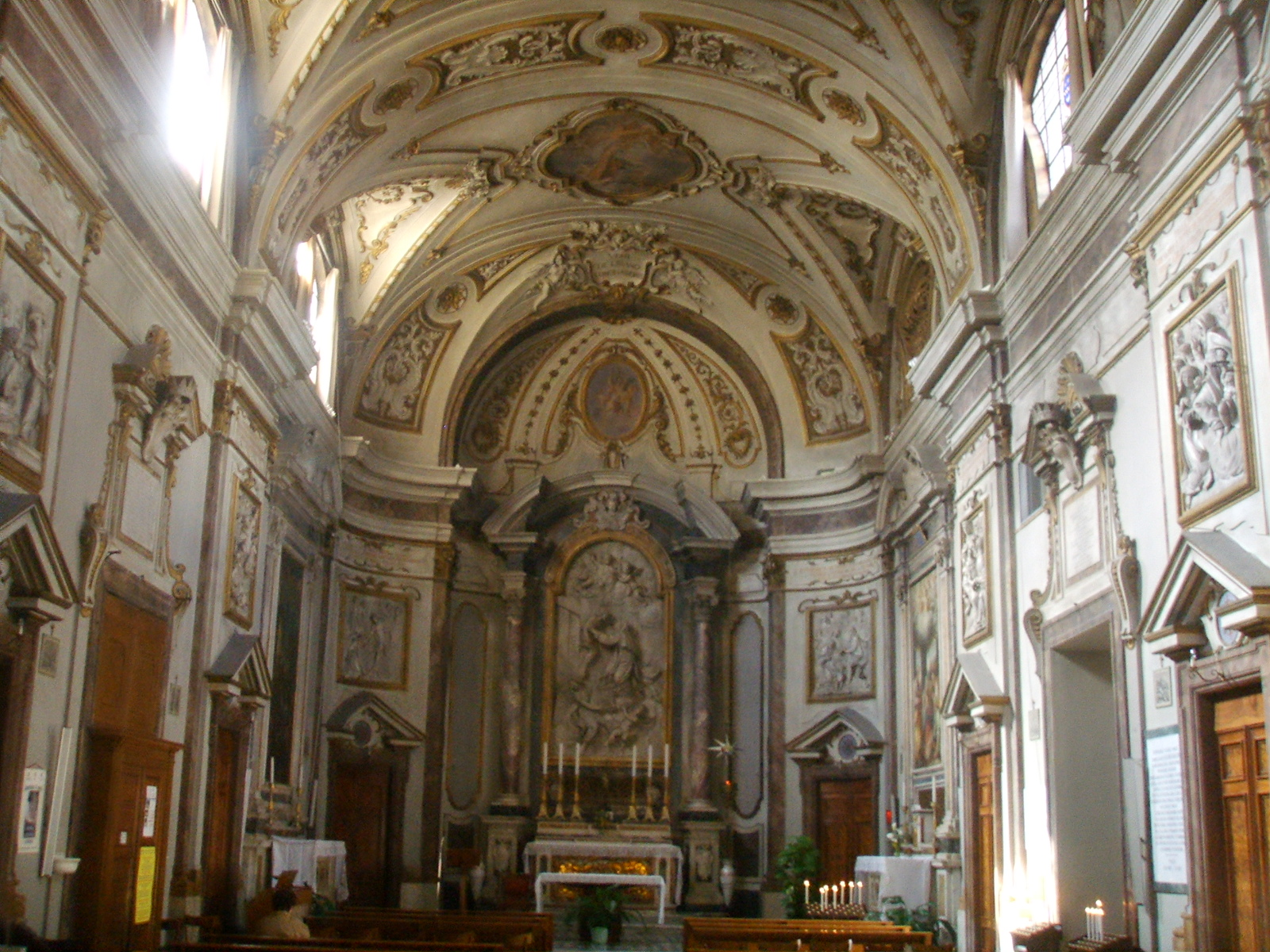
Santi Vincenzo e Caterina de' Ricci

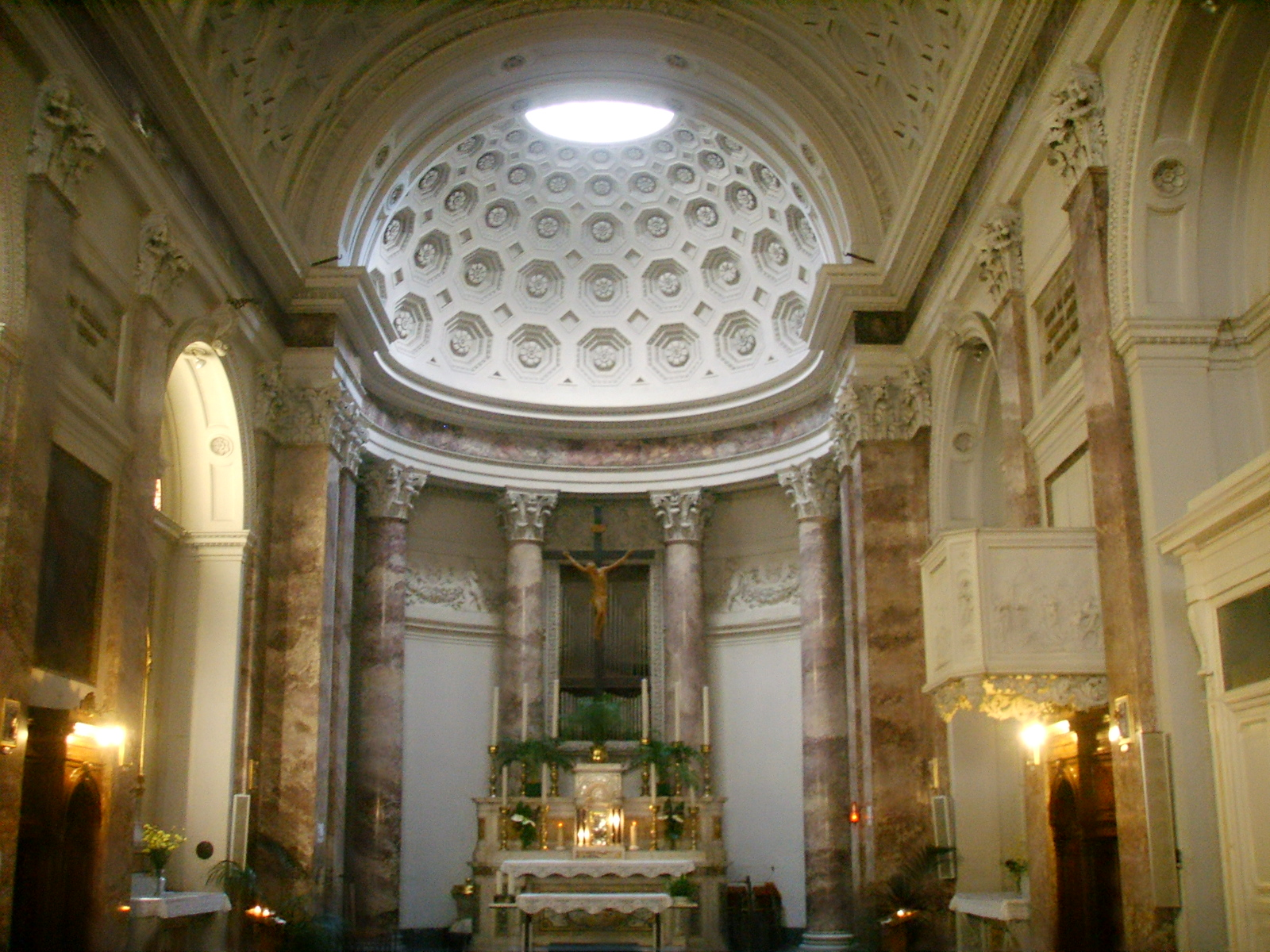
San Pier Forelli

Lista delle chiese di Prato.

## Inquadramento storico-artistico
La città stessa di Prato deve la sua nascita all'insediamento tra il castellare degli Alberti e la pieve di Santo Stefano (oggi Duomo), con uno sviluppo degli insediamenti religiosi per certi versi tipico, legato agli ordini mendicanti stabilitisi agli angoli della città di allora, i quali diedero origine a vasti complessi chiesastici e conventuali, affacciati su piazze tutt'oggi esistenti. 
Un episodio singolare e felice negli esiti fu l'edificazione di un santuario, su iniziativa di Lorenzo il Magnifico e con l'aiuto del suo architetto preferito Giuliano da Sangallo: la basilica di Santa Maria delle Carceri, che rappresenta uno dei primi edifici in cui andava maturando la riflessione, tutta rinascimentale, sulla pianta centrale. Un tabernacolo miracoloso fu all'origine del santuario, e altrettante immagini prodigiose offrirono l'occasione per creare altri importanti edifici sacri fuori le mura, come Santa Maria del Soccorso e Santa Maria della Pietà.
Singolare è poi l'esistenza entro le mura di due grandi complessi monastici monumentali ancora attivi: San Niccolò (oggi in gran parte occupato da un convitto scolastico) e San Vincenzo. La presenza in quest'ultimo della mistica santa Caterina de' Ricci, fece sì che venisse promosso a cavallo tra Sei e Settecento un completo rinnovo della chiesa conventuale, attuato dagli artisti della corte medicea, al termine del quale ricevette il titolo basilica minor. 
Se il Duomo resta insuperato per la qualità del corredo artistico (con capolavori di artisti chiamati dalla vicina Firenze, i quali spesso trascorsero a Prato anni di intensa creatività artistica), le altre chiese principali contengono spesso opere meno note ma di ottima fattura, spaziando dal basso medioevo fino all'epoca moderna.

## Centro
- Cattedrale di Santo Stefano in piazza del Duomo
  - Pulpito esterno
  - Sacra Cintola
- Chiesa di Sant'Agostino in piazza Sant'Agostino
- Cappella di Sant'Anna in via San Bonaventura
- Oratorio di Sant'Antonio abate in piazza Sant'Antonino
- Oratorio di Sant'Ambrogio (sconsacrato) in piazza Mercatale
- Chiesa di San Bartolomeo in piazza Mercatale
- Ex-Monastero di Santa Caterina in via Santa Caterina
- Chiesa di Santa Chiara
- Monastero di San Clemente in via San Vincenzo
- Oratorio della Compagnia del Pellegrino in via del Pellegrino
- Oratorio della Compagnia di Santa Trinita (sconsacrata) in via Santa Trinita
- Chiesa di San Domenico in piazza San Domenico
- Chiesa di San Fabiano in via Di Gherardo
- Chiesa di San Francesco in piazza San Francesco
- Chiesa di San Jacopo (sconsacrata) in via San Iacopo
- Oratorio della Madonna del Buon Consiglio in via G. Garibaldi
- Santuario della Madonna del Giglio in via San Silvestro
- Oratorio di San Marco (sconsacrato) in piazza San Marco
- Chiesa di Santa Margherita
- Basilica di Santa Maria delle Carceri in piazza delle Carceri
- Chiesa di Santa Maria in Castello (sconsacrata) in piazza Sant'Antonino
- Chiesa della Misericordia in via Convenevole
- Monastero e chiesa di San Niccolò in piazza Cardinale Niccolò
- Chiesa di San Pier Forelli in via Santa Caterina
- Oratorio di San Sebastiano in piazza San Domenico
- Ex-Spedale del Santo Sepolcro in via San Giovanni
- Chiesa dello Spirito Santo in via Silvestri
- Basilica dei Santi Vincenzo e Caterina de' Ricci in piazza San Domenico angolo via San Vincenzo

## Fuori dal centro
- Chiesa di Sant'Anna in Giolica in via Sant'Anna
- Chiesa dell'Annunciazione
- Chiesa di Sant'Antonio a Reggiana
- Chiesa dell'Ascensione
- Convento francescano di Bethlehem
- Oratorio di San Bartolomeo in via Cava
- Chiesa dei Cappuccini in via Diaz / Salita dei Cappuccini
- Chiesa di Gesù Divino Lavoratore
- Chiesa di Santa Cristina a Pimonte in via degli Ori
- Chiesa di San Giovanni Battista a Maliseti
- Chiesa di San Giovanni Bosco
- Chiesa di San Giuseppe sul viale Montegrappa 57
- Chiesa dell'Immacolata Concezione
- Chiesa di San Lorenzo a Pizzidimonte
- Chiesa di San Luca Evangelista alla Querce
- Santuario della Madonna del Soccorso in piazza Santa Maria del Soccorso
- Chiesa della Madonna dell'Ulivo
- Chiesa di Santa Maria Assunta a Narnali
- Chiesa di Santa Maria della Pietà in piazza Santa Maria della Pietà
- Chiesa di Santa Maria dell'Umiltà
- Oratorio di Santa Maria Maddalena dei Malsani in via Firenze
- Chiesa dei Santi Martiri
- Chiesa di San Paolo
- Chiesa di San Pietro a Grignano in via Arcivescovo Limberti
- Chiesa di Regina Pacis
- Chiesa di Santa Rita alle Fontanelle
- Chiesa della Resurrezione
- Chiesa della Sacra Famiglia
- Chiesa del Sacro Cuore di Gesù

## Frazioni

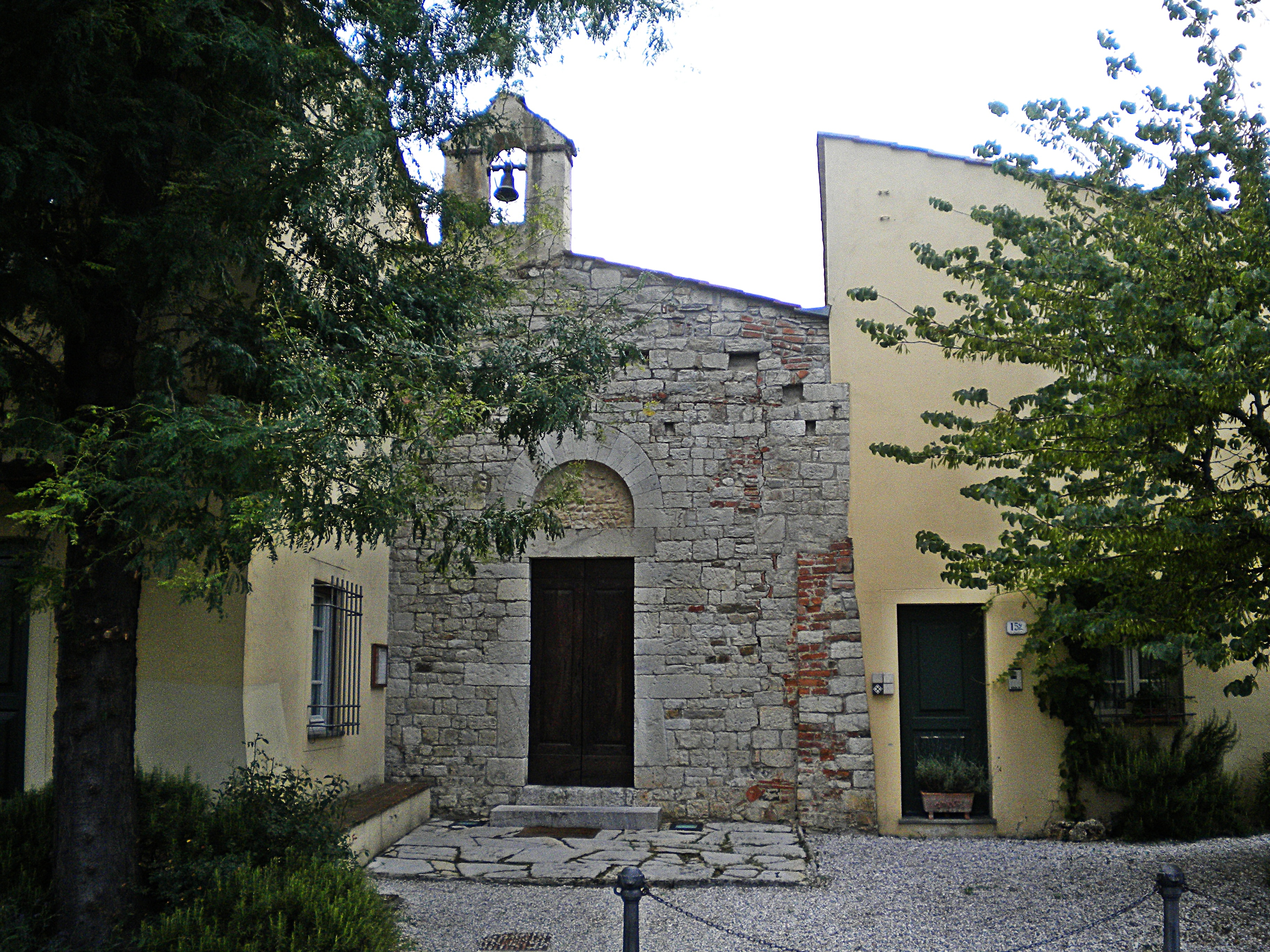
La chiesa di Sant'Andrea a Tontoli.

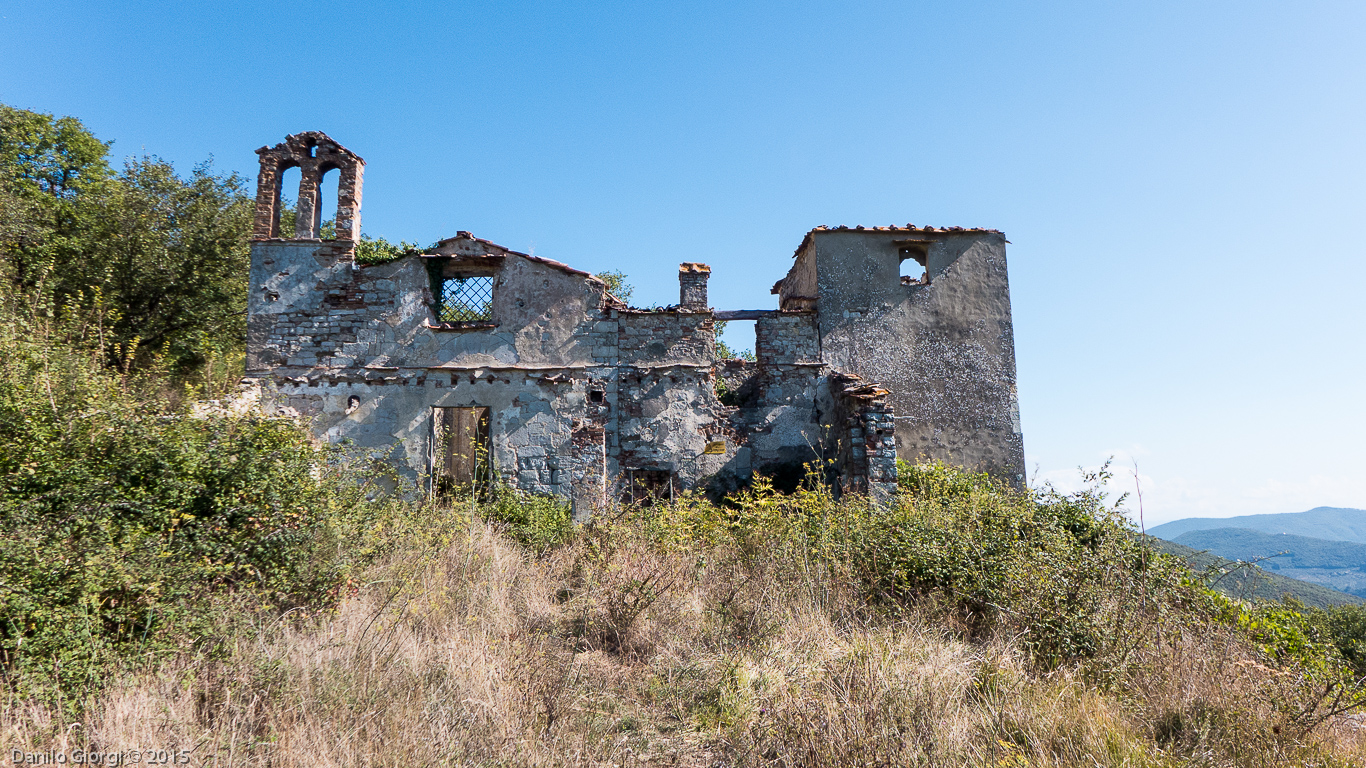
Ruderi della chiesa di San Biagio a Cavagliano.

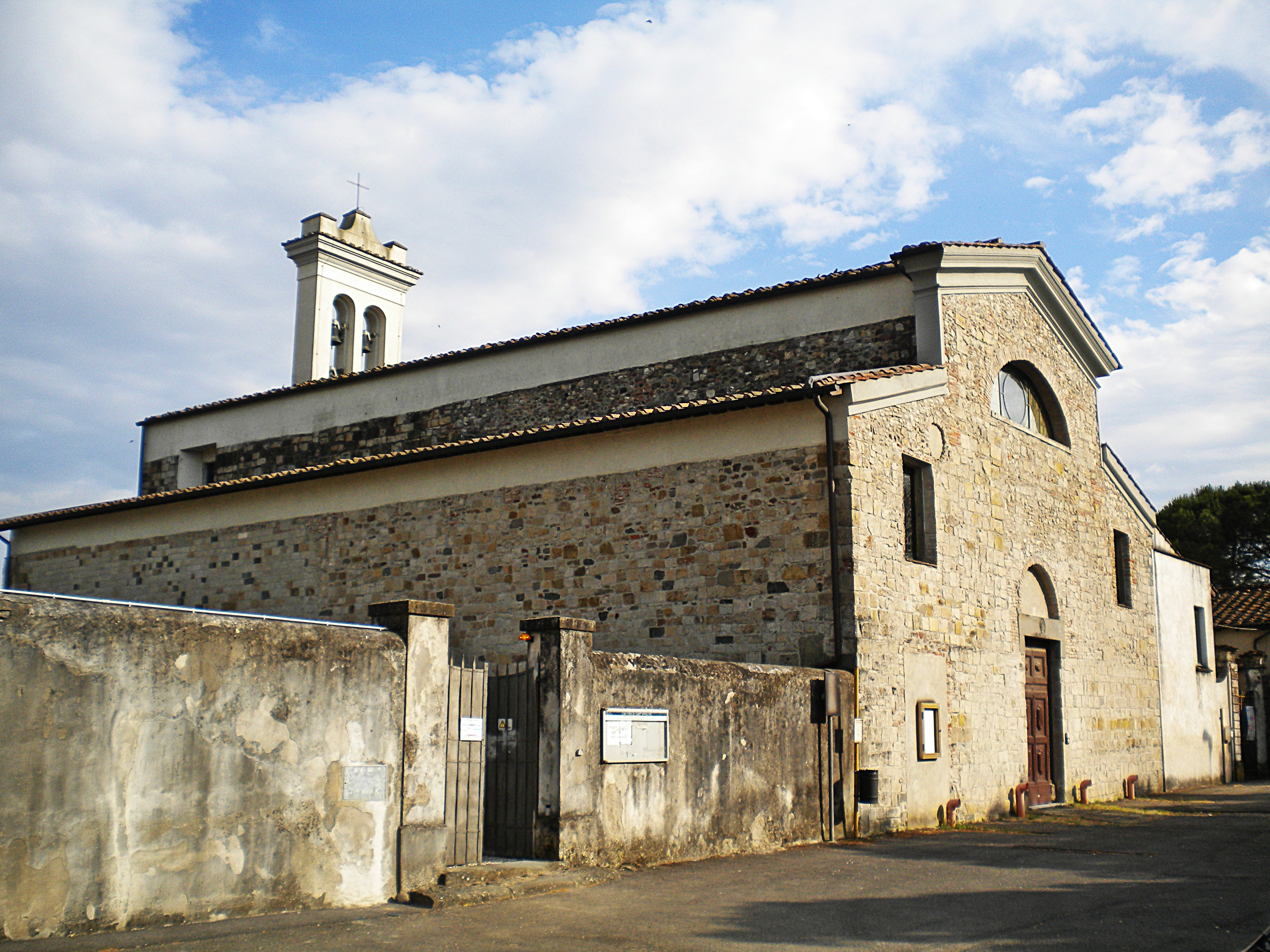
La pieve di Sant'Ippolito in Piazzanese.

- Chiesa di Santa Maria a Cafaggio (Cafaggio)
- Chiesa di Santa Maria a Capezzana (Capezzana)
- Chiesa di San Paolo a Carteano (Carteano)
- Chiesa di San Biagio a Casale e Oratorio della Compagnia del Corpus Domini (Casale)
- Chiesa di San Giorgio a Castelnuovo (Castelnuovo)
- Chiesa di San Biagio a Cavagliano
- Chiesa di San Michele a Cerreto (Cerreto)
- Chiesa di San Bartolomeo a Coiano (Coiano)
- Oratorio di San Martino a Coiano (Coiano)
- Pieve di San Pietro a Figline (Figline di Prato)
- Pieve di Santa Maria a Filettole (Filettole)
- Chiesa di San Pietro a Galciana e Parrocchiale di San Pietro (Galciana)
- Sala delle Assemblee dei Testimoni di Geova (Galciana)
- Chiesa di San Martino a Gonfienti (Gonfienti)
- Convento e chiesa di San Francesco in Palco (Il Palco)
- Chiesa di Sant'Andrea a Iolo (Iolo)
- Chiesa di San Pietro a Iolo (Iolo)
- Chiesa di San Pietro a Mezzana (Mezzana)
- Chiesa di San Martino a Paperino (Paperino)
- Chiesa di San Giorgio a Colonica (San Giorgio a Colonica)
- Chiesa di San Giusto in Piazzanese (San Giusto)
- Pieve di Sant'Ippolito in Piazzanese (Sant'Ippolito)
- Pieve di Santa Maria a Colonica (Santa Maria a Colonica)
- Chiesa di Santa Lucia (Santa Lucia)
- Chiesa di Santa Maria Maddalena (Tavola)
- Chiesa di San Silvestro a Tobbiana (Tobbiana)
- Chiesa di Sant'Andrea a Tontoli
- Chiesa della Santissima Trinità a Viaccia
- Chiesa di San Martino a Vergaio (Vergaio)